# U-521
| U-521                      | U-521                                                                      | U-521                                                                      |
| -------------------------- | -------------------------------------------------------------------------- | -------------------------------------------------------------------------- |
|                            |                                                                            |                                                                            |
|                            |                                                                            |                                                                            |
|                            |                                                                            |                                                                            |
| Під прапором               | Третій рейх                                                                | Третій рейх                                                                |
| Спуск на воду              | 17 березня 1942 року                                                       | 17 березня 1942 року                                                       |
| Виведений зі складу флоту  | 2 червня 1943 року                                                         | 2 червня 1943 року                                                         |
| Сучасний статус            | затоплений                                                                 | затоплений                                                                 |
| Проєкт                     |                                                                            |                                                                            |
| Тип ПЧ                     | Дизельний підводний човен                                                  | Дизельний підводний човен                                                  |
| Основні характеристики     |                                                                            |                                                                            |
| Швидкість (надводна)       | 18,3 вузлів                                                                | 18,3 вузлів                                                                |
| Швидкість (підводна)       | 7,3 вузлів                                                                 | 7,3 вузлів                                                                 |
| Гранична глибина занурення | 230 м                                                                      | 230 м                                                                      |
| Екіпаж                     | 48 осіб                                                                    | 48 осіб                                                                    |
| Розміри                    |                                                                            |                                                                            |
| Довжина найбільша (по КВЛ) | 76,8 м                                                                     | 76,8 м                                                                     |
| Ширина корпусу найб.       | 6,8 м                                                                      | 6,8 м                                                                      |
| Висота                     | 9,6м                                                                       | 9,6м                                                                       |
| Середня осадка (по КВЛ)    | 4,7 м                                                                      | 4,7 м                                                                      |
| Водотоннажність надводна   | 1120 т                                                                     | 1120 т                                                                     |
| Озброєння                  |                                                                            |                                                                            |
| Артилерія                  | 1 × 88-мм палубна гармата SK C/32                                          | 1 × 88-мм палубна гармата SK C/32                                          |
| Торпедно- мінне озброєння  | 4 носових і два кормових ТА. 22 торпеди або 44 міни TMA чи 66 TMB          | 4 носових і два кормових ТА. 22 торпеди або 44 міни TMA чи 66 TMB          |
| ППО                        | 1 × 37-мм зенітна гармата SKC/30 2 (1 × 2) × 20-мм зенітні гармати FlaK 30 | 1 × 37-мм зенітна гармата SKC/30 2 (1 × 2) × 20-мм зенітні гармати FlaK 30 |

U-521 — німецький підводний човен типу IXC, часів  Другої світової війни.
Замовлення на будівництво човна було віддане 14 лютого 1940 року. Човен був закладений на верфі «Deutsche Werft AG» у Гамбурзі 3 липня 1941 року під заводським номером 336, спущений на воду 17 березня 1942 року, 3 червня 1942 року увійшов до складу 4-ї флотилії. Також за час служби перебував у складі 2-ї флотилії. Єдиним командиром човна був капітан-лейтенант Клаус Баргштен.
За час служби човен зробив 3 бойових походи, в яких потопив 3 судна (загальна водотоннажність 19 551 брт) та 1 допоміжний військовий корабель.
Потоплений 2 червня 1943 року в Північній Атлантиці північно-східніше Норфолка (37°43′ пн. ш. 73°16′ зх. д. / 37.717° пн. ш. 73.267° зх. д.) глибинними бомбами американського патрульного катеру USS PC-565. 51 член екіпажу загинув, вцілів лише капітан-лейтенант Баргштен.

## Потоплені та пошкоджені кораблі[3]
| Назва             | Тип                   | Належність      | Дата             | Тоннаж (БРТ) | Вантаж                                                                                                  | Статус    | Місце                                                       |
| Hartington        | торгове судно         | Велика Британія | 2 листопада 1942 | 5 496        | 8 000 т пшениці та 6 танків на палубі                                                                   | потоплено | 52°30′ пн. ш. 45°30′ зх. д. / 52.500° пн. ш. 45.500° зх. д. |
| Hahira            | танкер                | США             | 3 листопада 1942 | 6 855        | 8 985 т мазуту                                                                                          | потоплено | 54°15′ пн. ш. 41°57′ зх. д. / 54.250° пн. ш. 41.950° зх. д. |
| HMS Bredon (T223) | протичовновий траулер | Велика Британія | 8 лютого 1943    | 750          | | потоплено | 29°49′ пн. ш. 14°05′ зх. д. / 29.817° пн. ш. 14.083° зх. д. |
| Molly Pitcher     | протичовновий траулер | США             | 18 березня 1943  | 7 200        | 5 600 т генеральних вантажів, включно з цукром, кавою, вибухівкою, вугіллям, тракторами та вантажівками | потоплено | 38°21′ пн. ш. 19°54′ зх. д. / 38.350° пн. ш. 19.900° зх. д. |